# بطولة العالم لتنس الطاولة 2004
بطولة العالم لتنس الطاولة 2004 عُقدت النسخة السابعة والأربعين من بطولة العالم لتنس الطاولة في مركز قطر الدولي للمعارض في الدوحة عاصمة قطر في الفترة من 1 إلى 7 مارس 2004. تم الإعلان عن هذا القرار في مايو 2001.

## ملخص الميداليات

### جدول الميداليات
| الترتيب | منتخب          | ذهبية | فضية | برونزية | المجموع |
| ------- | -------------- | ----- | ---- | ------- | ------- |
| 1       | الصين          | 2     | 0    | 0       | 2       |
| 2       | ألمانيا        | 0     | 1    | 0       | 1       |
| 2       | هونغ كونغ      | 0     | 1    | 0       | 1       |
| 4       | كوريا الجنوبية | 0     | 0    | 1       | 1       |
| 4       | اليابان        | 0     | 0    | 1       | 1       |
| المجموع | المجموع        | 2     | 2    | 2       | 6       |

### المسابقات
| المسابقة               | الذهبية                                                             | الفضية                                                                             | البرونزية                                                                                |
| ---------------------- | ------------------------------------------------------------------- | ---------------------------------------------------------------------------------- | ---------------------------------------------------------------------------------------- |
| الرجال (كأس سوايثلينج) | الصين · وانغ ليكين · لين ما · وانج هاو · كونغ لينغهوي · ليو غوزهينغ | ألمانيا · تيمو بول · زولتان فيير-كونرث · يورغ روسكوبف · توربن فوسيك · كريستيان سوس | كوريا الجنوبية · جو سي هيوك · كيم جونغ هون · كيم تايك سوو · أوه سانغ إيون · ريو سونج مين |
| السيدات (كأس كوربيلون) | الصين · تشانغ يى نينغ · غو يوي · وانغ نان · نيو جيانفنغ · لي جو     | هونغ كونغ · لاو سوي فاي · سونغ آه سيم · تشانغ روي · تاي يا نا · يو كووك سي         | اليابان · أي فوجينوما · أي فوكوهارا · ساياكا هيرانو · ناوكو تانيغوتشي · أيا أوميمورا     |